# Ulica św. Filipa w Krakowie
Ulica św. Filipa – ulica w Krakowie, w dzielnicy I Stare Miasto, na Kleparzu. Łączy ulicę Długą, z rejonem placu Jana Matejki i ulicy Warszawskiej, biegnąc częściowo w linii północnej pierzei Rynku Kleparskiego.

## Historia
Ulica została wytyczona w średniowieczu, jako trakt łączący kościół św. Floriana z nieistniejącymi już obecnie kościołem św. Walentego i zabudowaniami szpitala dla trędowatych, które to znajdowały się w rejonie dzisiejszego zbiegu ulic Długiej i Pędzichów. Początkowo była to droga bezimienna, w późniejszym czasie nazywano ją ulicą św. Walentego – nazwę tę po raz pierwszy odnotowuje się w 1499 roku. Od początku XVI wieku ulica nazywana była Krowią, co ma związek z faktem, iż mieszkańcy Kleparza pędzili nią bydło na pastwiska miejskie. Nazwa ulicy św. Filipa używana jest od początku XIX wieku i pochodzi ona od rozebranego w 1801 roku kościoła św. Filipa i Jakuba. Wcześniej tą nazwą określano dawną drogę, prowadzącą od Bramy Sławkowskiej do tegoż kościoła.

## Zabudowa
Pod koniec XVII wieku w rejonie ulicy znajdowały się dwa dworki szlacheckie. W 1755 roku cała okoliczna zabudowa została zniszczona w wyniku pożaru Kleparza. Do 1910 roku w rejonie skrzyżowania ulic św. Filipa i Długiej znajdował się jeden z nielicznych dworków kleparskich, zwany „Na Kwiecińskiem”. Obecna zabudowa ulicy ukształtowała się od lat 70. XIX wieku do ok. 1915 roku. Stanowią ją dwu- i trzypiętrowe kamienice czynszowe, wzniesione w stylu historycznym i modernistycznym.
- ul. św. Filipa 2 (ul. Długa 25) – kamienica, projektował Henryk Lamensdorf, 1912–1915.
- ul. św. Filipa 3 – kamienica, 1889.

- ul. św. Filipa 5 – kamienica, projektował Kazimierz Zieliński, 1908–1909.
- ul. św. Filipa 6 – Dawny gmach Zarządu Okręgowego Zjednoczenia Kolejowców Polskich w stylu modernistycznym. Projektowali Stanisław Juszczyk i Janusz Zarzecki, 1929–1931.
- ul. św. Filipa 7 – kamienica, projektował Kazimierz Zieliński, 1908.
- ul. św. Filipa 11 – kamienica, projektował Karol Schusler, 1909.
- ul. św. Filipa 12 (ul. Krótka 7) – kamienica, projektował Józef Ertel, 1883.
- ul. św. Filipa 15 – Część zabudowań dawnego browaru.
- ul. św. Filipa 16 (Rynek Kleparski 15) – Kamienica w stylu eklektycznym. Na zlecenie Franciszka Chlipalskiego projektował Józef Gajewski, 1898–1899.
- ul. św. Filipa 17–19 – Zespół Klasztoru Misjonarzy z kościołem pw. św. Wincentego à Paulo. Projektował Jan Sas-Zubrzycki, 1911–1912 (kościół).
- ul. św. Filipa 18 (Rynek Kleparski 16) – Kamienica w stylu eklektycznym. Projektował Aleksander Biborski, 1887–1888.
- ul. św. Filipa 21 – Kamienica w stylu eklektycznym. Projektował Maksymilian Nitsch, 1874.
- ul. św. Filipa 23 – kamienica, projektował Wiktor Miarczyński, 1900.
- ul. św. Filipa 25 (ul. Warszawska 2) – Pałacyk Zdzisława Włodka. Projektował Jan Sas-Zubrzycki, 1898–1899.

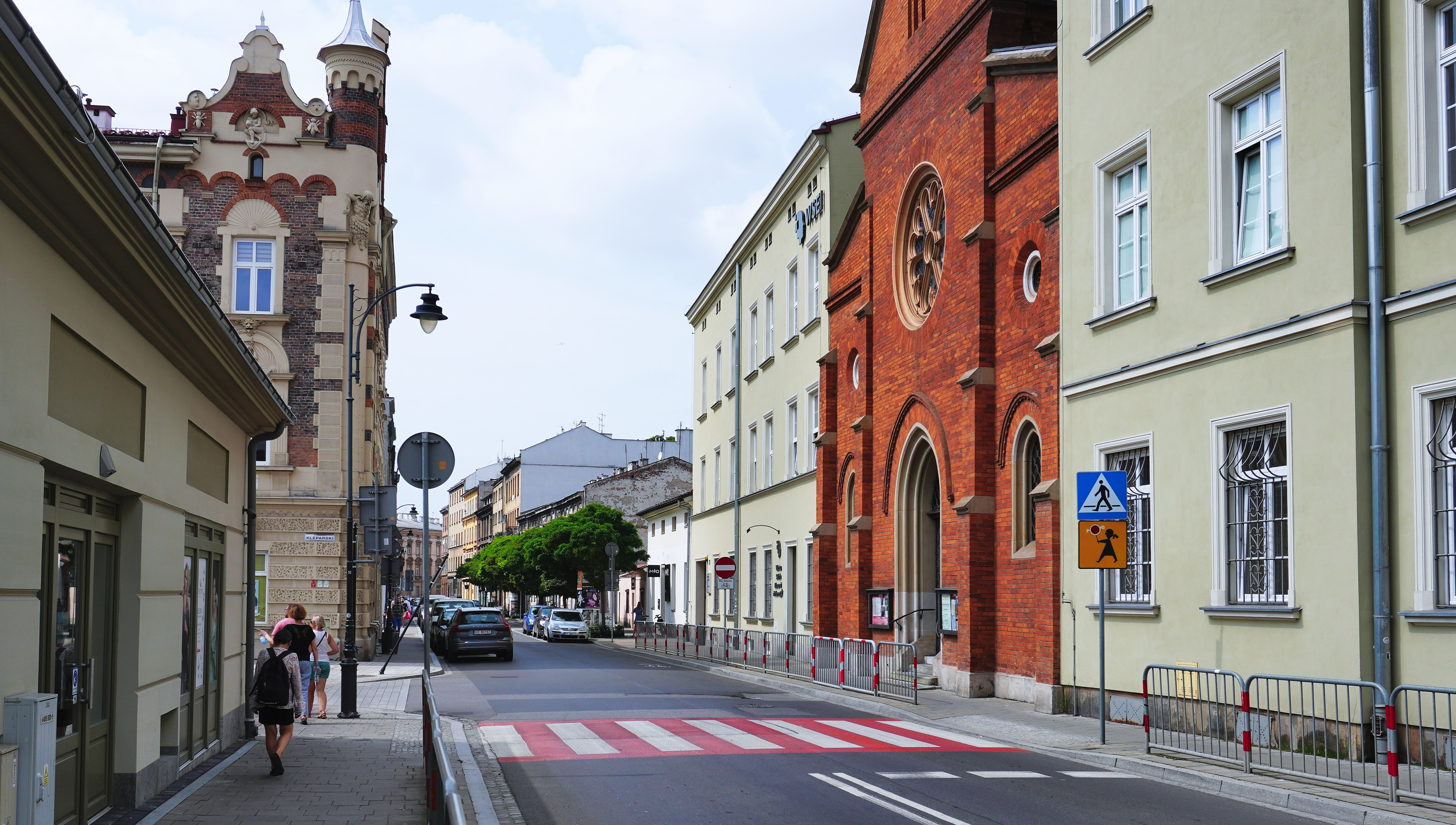
Widok od Rynku Kleparskiego na zachód
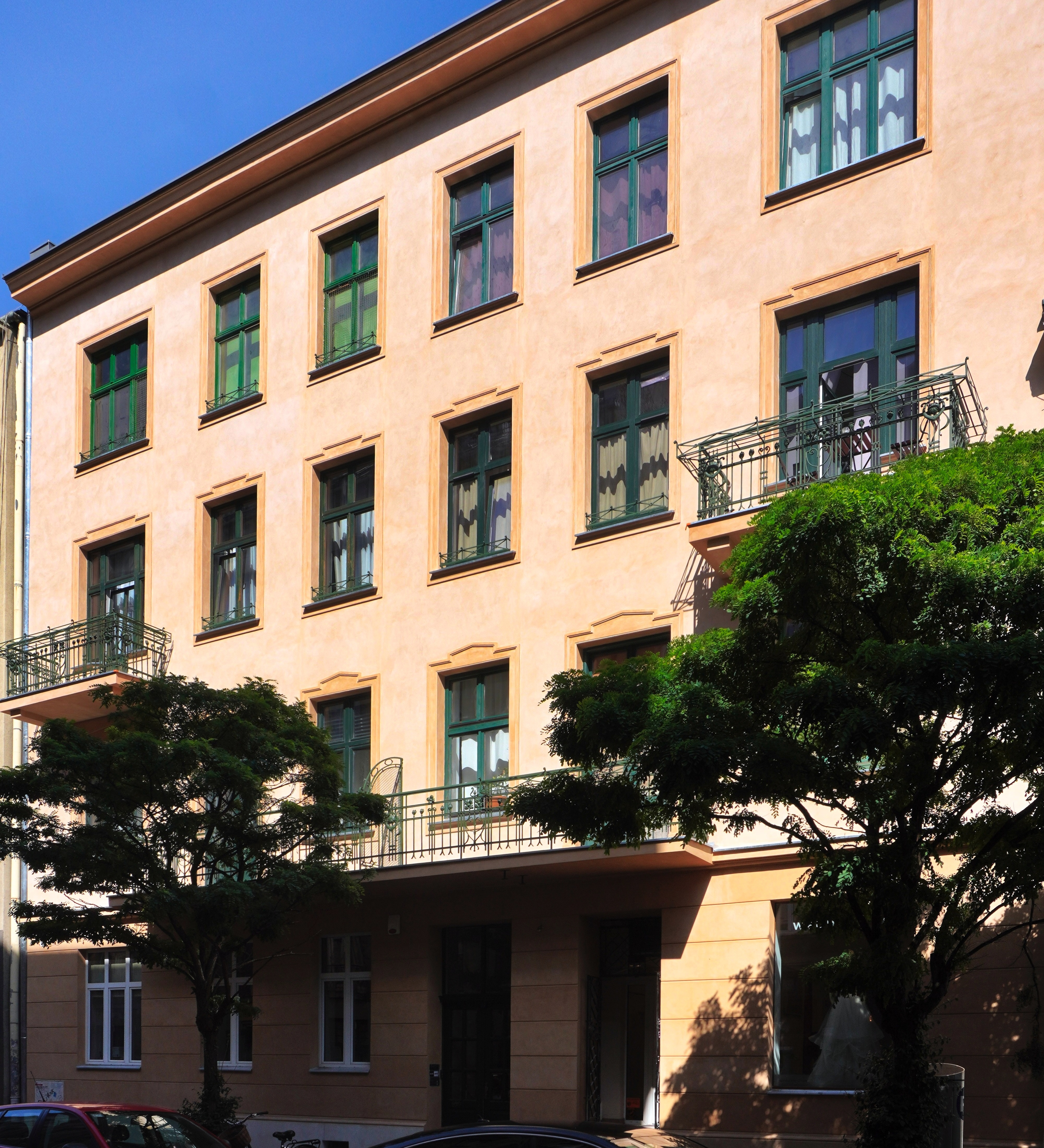
ul. św. Filipa 11 Kamienica (proj. Karol Schusler, 1909)
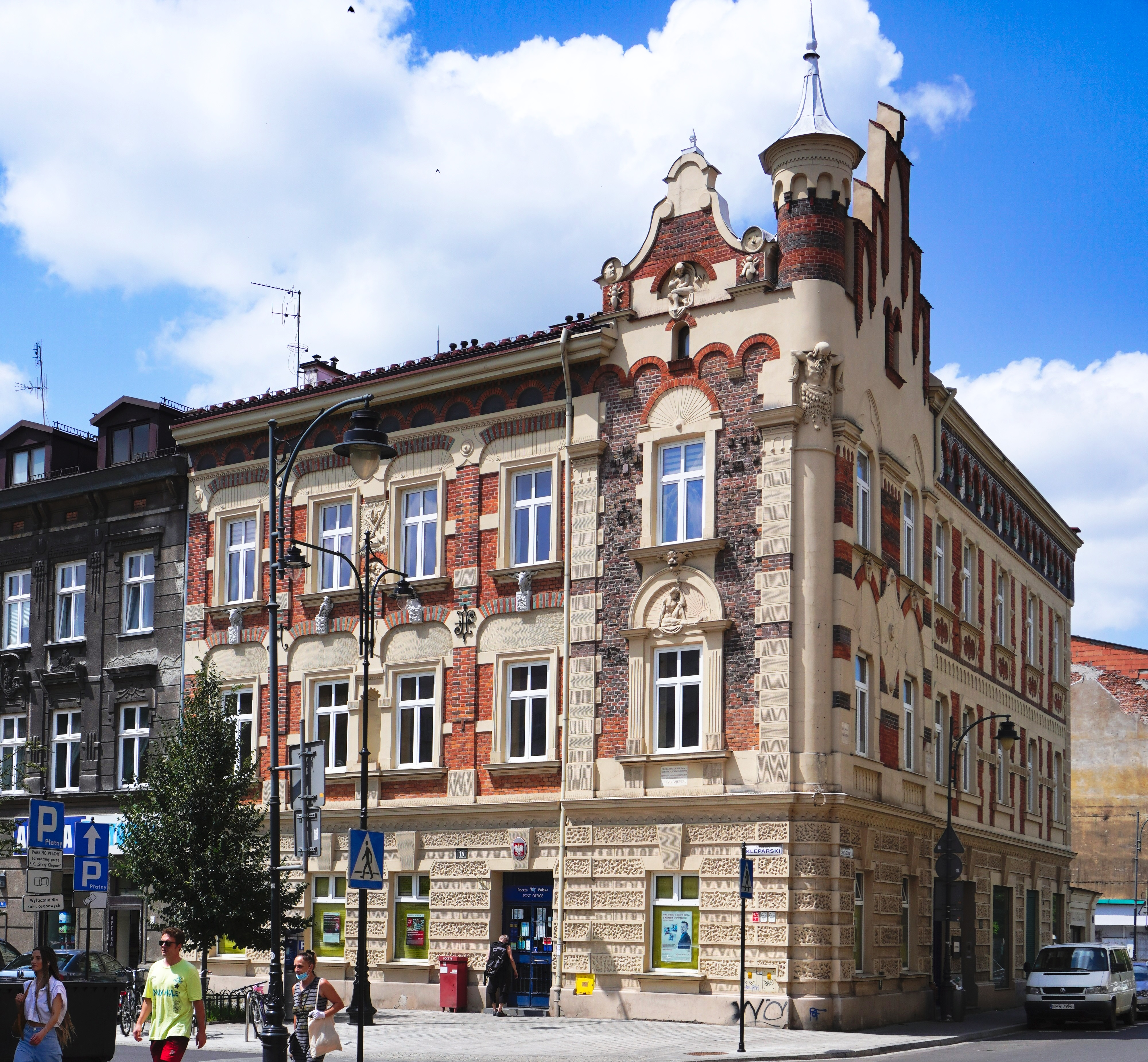
ul. św. Filipa 16 (Rynek Kleparski 15) Kamienica Chlipalskiego (proj. Józef Gajewski, 1898–1899)
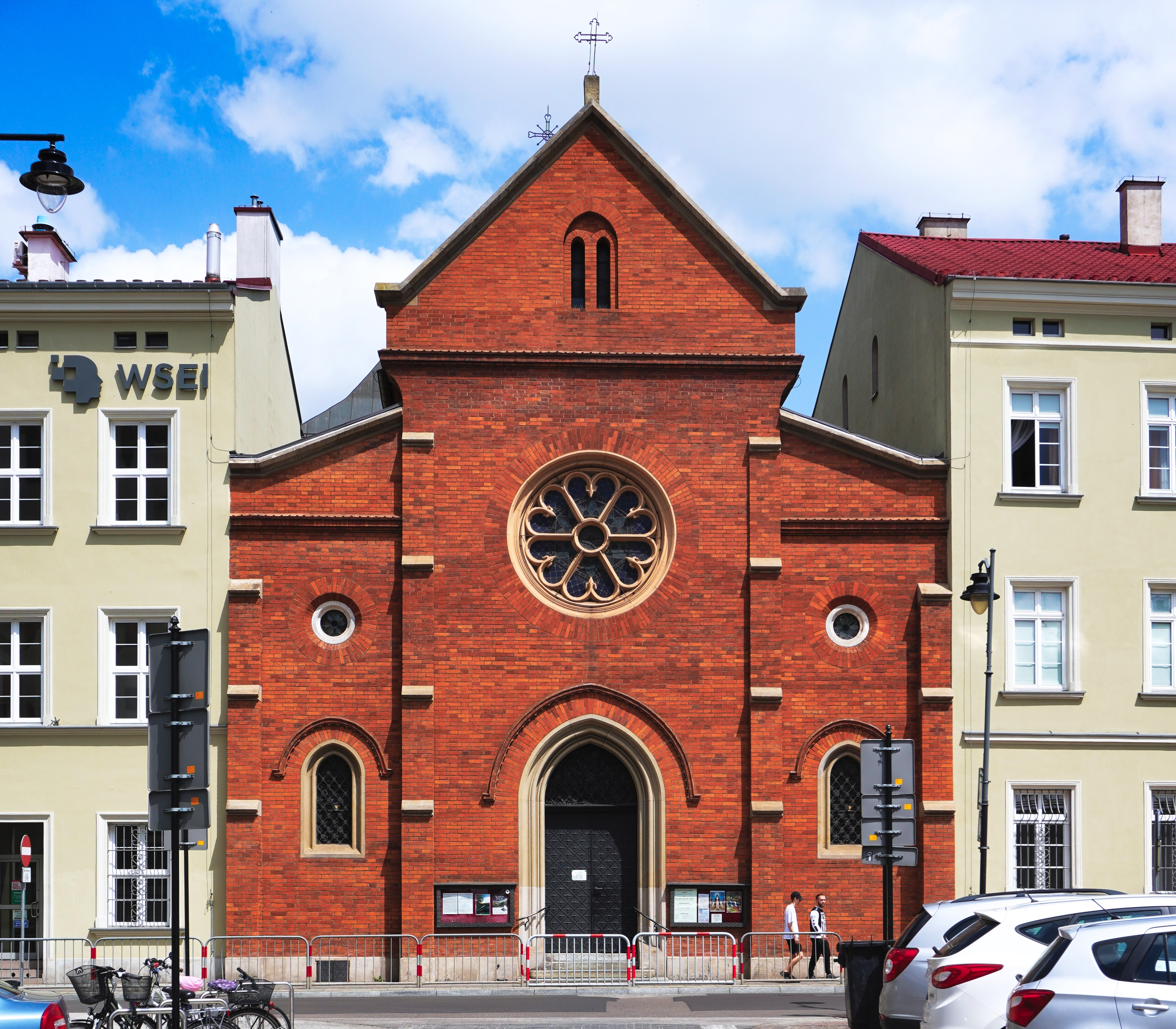
ul. św. Filipa 17–19 Kościół św. Wincentego à Paulo (proj. Jan Sas-Zubrzycki, 1911–1912)
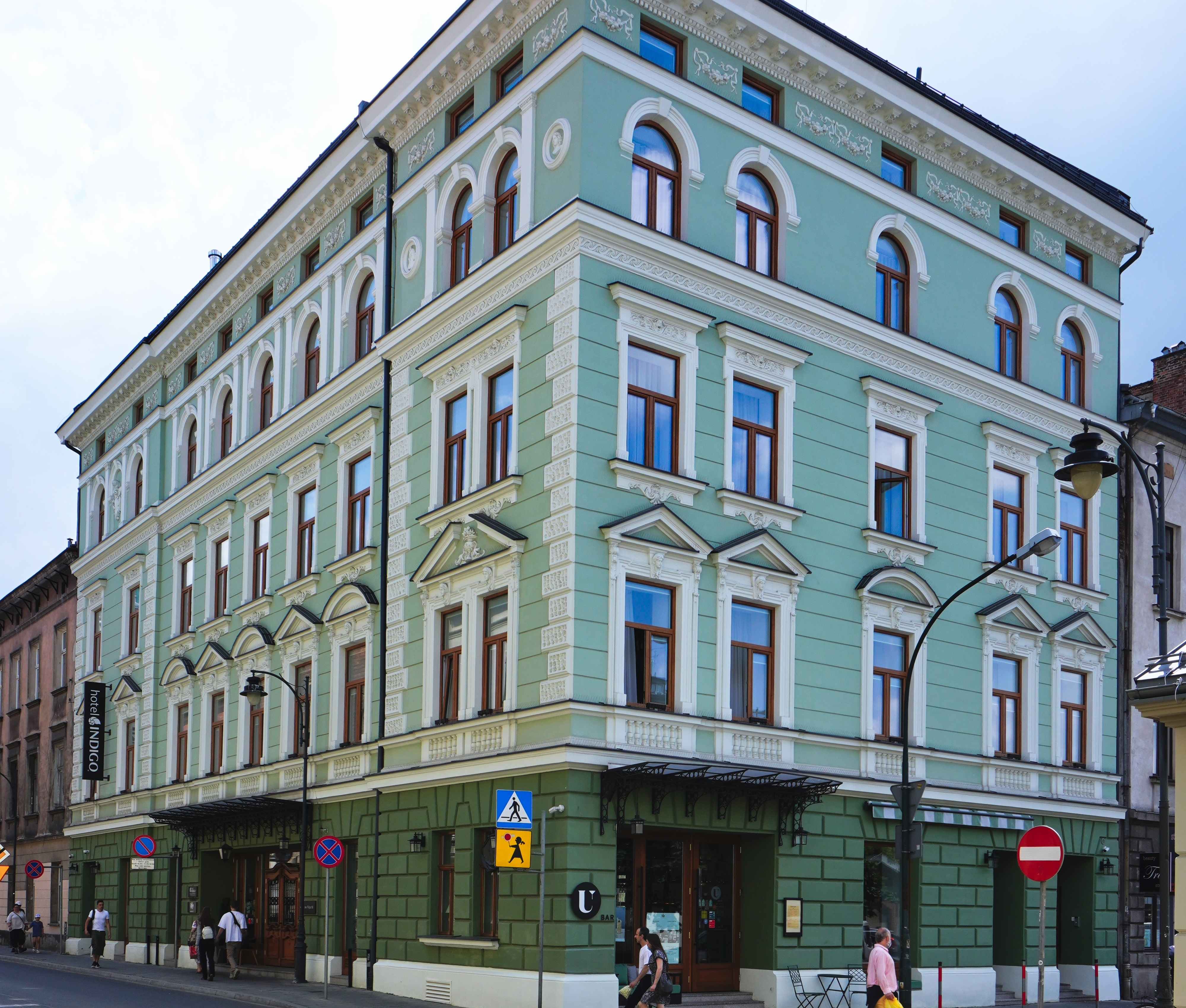
ul. św. Filipa 18 (Rynek Kleparski 16) Kamienica (proj. Aleksander Biborski, 1887–1888)
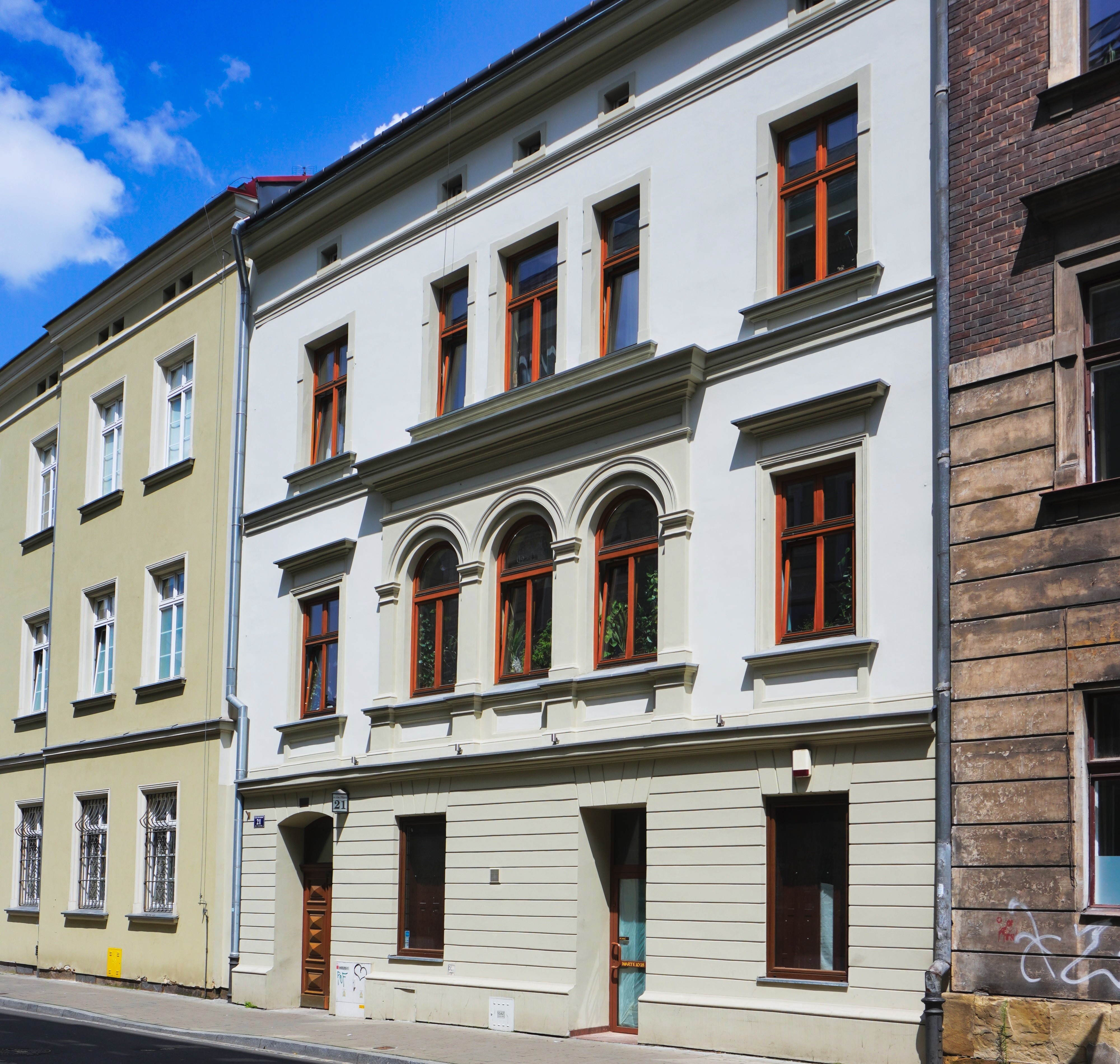
ul. św. Filipa 21 Kamienica (proj. Maksymilian Nitsch, 1874)
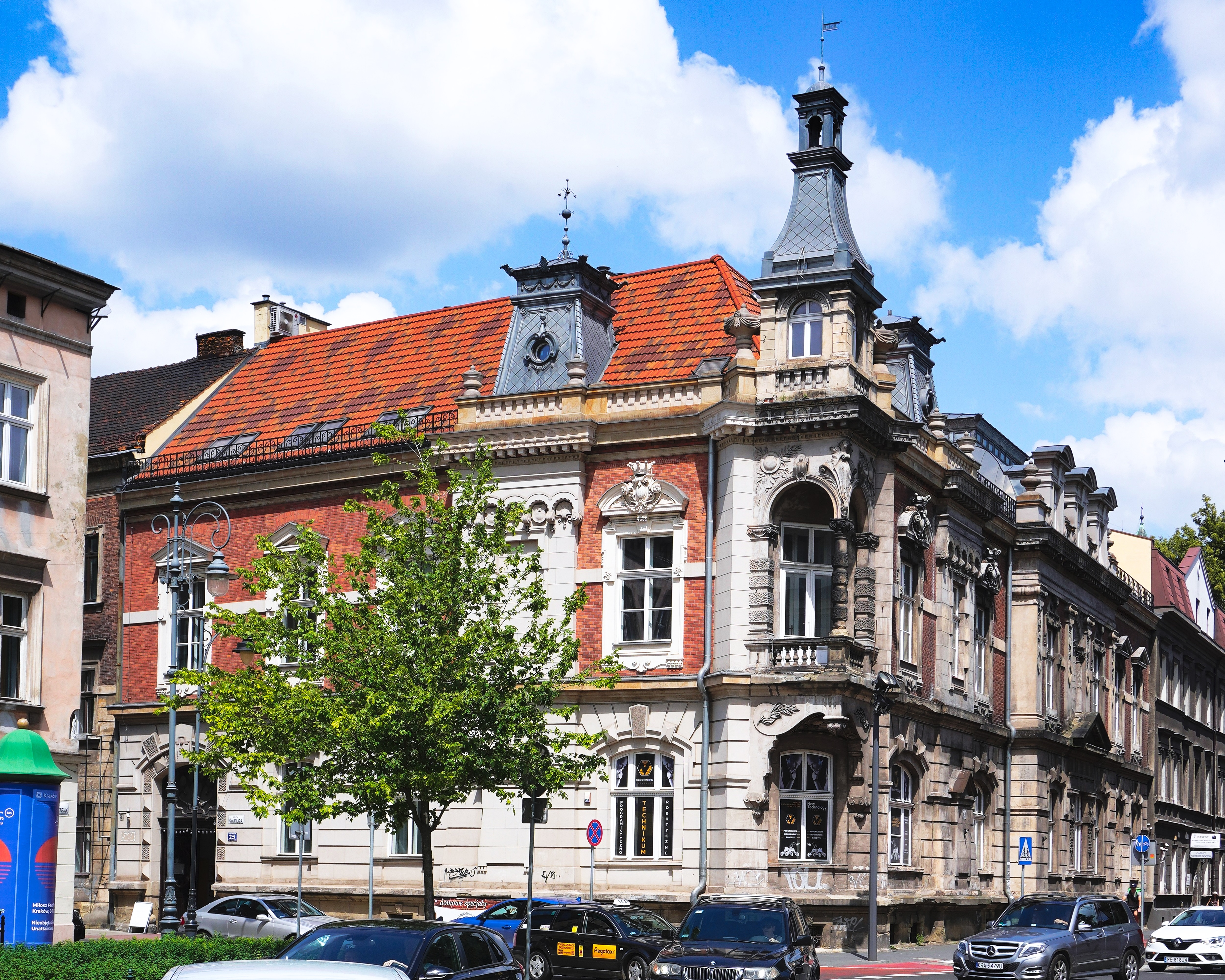
ul. św. Filipa 25 Pałacyk Zdzisława Włodka (proj. Jan Sas-Zubrzycki, 1898–1899)